# Partido de Magdalena
Magdalena es uno de los 135
partidos de la provincia argentina de Buenos Aires. Su principal producción es la actividad agropecuaria. Su cabecera es la ciudad de Magdalena.
Posee 1785 km², lo que representa un 0,58% de la superficie de la provincia. Está en el noreste del territorio bonaerense y limita con La Plata y Berisso al norte, con Brandsen al noroeste, con el Río de la Plata al este, con el partido de Chascomús al oeste y con el partido de Punta Indio al sur, que se escindió de Magdalena en 1995.
Su relieve es el de una llanura con ondulaciones leves, con suelos aptos para actividades agrícolas.
El clima es húmedo sin estación seca, templado subtropical (Cfa en la Clasificación climática de Köppen). La temperatura media anual es de 18,4 °C con un promedio de 26,3 °C en enero y 10,5 °C en julio.
Recibe una precipitación pluvial media anual de 993 mm en el ciclo seco, y de 1.230 en el ciclo húmedo.[cita requerida]

## Historia
- 1580 se funda Buenos Aires por Juan de Garay, y da comienzo a la colonización de las tierras desde el Riachuelo hasta el río Salado. Poco más de 60 soldados –de los cuales sólo 10 eran españoles- acompañaron al vizcaíno don Juan de Garay cuando bajó desde Asunción para fundar la Ciudad de la Santísima Trinidad y Puerto de Nuestra Señora del Buen Ayre.

- En el mismo año, el 26 de julio, día de Santa Ana en toda la grey católica, llega hasta lo que, con el correr de los años sería Magdalena. Con la entrada de Garay se procedió a la repartición de mercedes de tierras en el Pago, a aquellos primeros vecinos pobladores.[4] El reparto de las tierras se efectuó el 24 de octubre de 1580, al norte y al sur de la ciudad de Buenos Aires. Las primeras autoridades de la Buenos Aires recién fundada fueron los dueños de los repartimientos de Garay.[5] Repartió la franja costera desde el Parque Lezama (en Capital Federal) a Magdalena, zona que dividió en 30 suertes de “estancias” todos los frentes eran de media legua (2.600 m) por una legua y media de largo. El camino del “Fondo de la legua” era el que corría sobre el contrafrente de las estancias.[6]

Algunos de los nombres de los adjudicatarios de las primeras mercedes en el Valle de Santa Ana eran: Alonso de Escobar, Baltazar de Carvajal, Juan Fernández de Enciso, Diego de Olavarrieta, Bernabé Veneciano, Francisco Bernal, Rodrigo Ortiz de Zárate y Pedro Álvarez Gaitán.
- 1600 "Valle de Santa Ana" y "Atalaya" fueron parajes de significación histórica; el 1.º por estar cerca de la reducción indígena del cacique Tubichamini (en la primera mitad del siglo XVII), y el 2.º por servir de asiento a guarniciones militares de resguardo y defensa.

- 21 de marzo de 1611, en las Actas del Cabildo Eclesiástico de Buenos Ayres, se habla del “Pago de la Magdalena” por primera vez, 31 años después de la llegada de Garay.[7]

- Entre 1632 a 1641, hubo un segundo reparto de tierras.[8]

Una disposición del rey Fernando V (en 1513) determinó las porciones de tierras que debían corresponder en reparto a los pobladores y conquistadores de América.
El término “merced” que corresponde a concesión, otorgamiento en propiedad o retribución por los servicios prestados, se cambió por “pagos”, vocablo que significaba mejor el concepto que de aquellas concesiones tenía el conquistador: los recibía en pago de sus servicios. El criollo usó el vocablo como sinónimo de lugar, querencia, pueblo o sitio de radicación.
Dividida en “Suertes de Estancias” (de estar, permanecer), por Juan de Garay, con sus chacras, granjas y estanzuelas, Magdalena cumplió con el rol de abastecer de alimentos y leña a la Ciudad de Buenos Ayres.
Lejos de las grandes estancias, aportaban la forestación, el cultivo a mayor escala y la cría de ganado para satisfacer el doble aspecto del consumo local y de exportación (los cueros para ultramar y mulas para la Villa Imperial del Potosí).
Luego de trazar la ciudad de Buenos Aires, Garay hizo el primer reparto de chacras y solares; más tarde, con el alarife Francisco Bernal, “medidor de tierras, quadras y solares” -que portaba una cuerda de cien varas- comenzó el señalamiento de “suertes” de estancias sobre el Gran Paraná, como se llamaba el Río de la Plata, costeando lo que el fundador llamó Valle de Santa Ana.[cita requerida]
Más lejos, en los territorios del Samborombón y del Salado, y desde allí al sur, las pampas cobijan los rebaños de ganados cimarrones.
- 1600 a 1778, el Cabildo de Buenos Aires designó dos alcaldes para la extensísima campaña, constando que uno de ellos se ubica en el "Pago de la Magdalena".

- 1730 es Curato y se fija el límite con la Matanza. El primitivo Pago de la Magdalena abarcaba desde el Riachuelo de los Navíos hasta el río Salado y comprendía los distritos de Avellaneda, Quilmes, Berazategui, Lomas de Zamora, Lanús, Alte. Brown, Florencio Varela, Esteban Echeverría, Presidente Perón, Ezeiza, San Vicente, Ensenada, La Plata, Berisso, Brandsen, Magdalena, una parte de los partidos de Chascomús, General Paz, San Miguel del Monte, Cañuelas, Pila y Punta Indio.

- 1766 Ante el aumento de la población, el Cabildo de Buenos Aires decidió atender el servicio de policía para la campaña. Con el título de “Alcalde de Hermandad”, gobernaba grandes extensiones. Tenía a su cargo la vigilancia y supervisión de las compañías de milicianos que cuidaban la frontera con el indígena. El primero fue Clemente López de Osornio y el segundo en 1767 fue Juan Noario Fernández (o bien Jenuario Fernández, dueño de las tierras en Avellaneda que heredaron sus nietos, los Piñeiro).

- 1780 se subdividió en tres pagos: de "la Laguna de la Reducción" (San Vicente), "de los Quilmes" y "de la Isla" o "Santa María Magdalena"

- 1784 el Cabildo de Buenos Aires lo ubicó como distrito al partido de la Magdalena.

- 1785 se eligió a Felipe Illescas como primer Alcalde de Hermandad para este partido.

- 1821 el gobierno de Buenos Aires suprimió los cabildos y resolvió que los alcaldes de Hermandad fuesen sustituidos por los jueces de Paz. El primero en este distrito fue Juan Mirón y Miguens, quien asumió el 22 de enero de 1822.

- 1839 en Atalaya, se hizo frente a fuerzas navales francesas.

- 1853 el partido contaba con 4.000 habitantes. Se juró la Constitución Nacional en el Juzgado de Paz que (según la tradición oral) era la Escuela de Varones que funcionó en un rancho con techo a dos aguas, hoy corralón de Risso Hnos., esquina Goenaga y 25 de mayo.

- A mediados del siglo XIX empezaron a crear las primeras comunas integradas por voluntad popular.

- 1855 Las elecciones en Magdalena se realizaron el 22 de noviembre. Se declaró que la nueva municipalidad, como todas las de la campaña, se instalarían el 27 de enero de 1856, con Lázaro Miranda como primer Presidente Municipal.

- 1856 por ley provincial se creó la Municipalidad.

- 1864 la cabecera del municipio de Magdalena se creó por ley N° 422, sancionada el 24 de octubre y promulgada el 25 de octubre de 1864.

- 1877 bajo la administración del presidente municipal José María Miguenz, se resolvió la construcción del actual edificio, cuya obra es adjudicada a Pedro Cavalli en la suma de $ 90.300.

- 1888 a las 3.20 del 5 de junio último cimbronazo por el terremoto del Río de la Plata de 1888[10]

- 1897 durante la gestión del doctor Pedro Goenaga, se inauguró el edificio municipal.

- 1994 mediante Ley 11.584/94 se creó el partido de Punta Indio, escindido de Magdalena.

## Toponimia
Desde sus albores estos parajes fueron conocidos como «Valle de Santana» o «Santa Ana» al poblado en sí se lo denominaba Pueblo de las Islas, ya que sus montes de tala y ceibos aislados entre sí al desbordarse el río y la cañada, hacían asemejarlos a islas.
En un viejo mapa aparece el nombre de San José de la Magdalena que algunos historiadores sostienen era el primitivo y verdadero nombre de estos lugares, y que luego el nombre San José fue desapareciendo por uso y costumbre, como ocurrió con Quilmes que su primitivo nombre era Santa Cruz de los Quilmes. 
La primera mención documentada como Pago de la Magdalena se encuentra en una acta del Cabildo de Buenos Aires del 21 de marzo de 1611 y desde 1630 en todos los documentos oficiales figura esta denominación. A este nombre se lo vincula con la Reducción Tubichaminí (Cacique Chico), que estaba situada en el actual territorio magdalenense, y que pudo ser fundada un 22 de julio -santoral de Santa María Magdalena- y luego esto llevó a que la capilla se levantara bajo su advocación.
Otra hipótesis del origen del nombre está vinculada con la nave capitana de la expedición de Don Pedro de Mendoza, Magdalena, que naufragara en el Río de La Plata y a través de la frase "voy donde la Magdalena" la cual referenciaba la zona.

## Geografía
El partido se ubica dentro de la Provincia de Buenos Aires, República Argentina, con costas en la margen derecha del Río de la Plata.
Dista a:
- 103 km del puerto de Buenos Aires.
- 129 km aprox. del Aeropuerto Internacional de Ezeiza (desde la ciudad de Magdalena).
- 49 km aprox. de La Plata.

### Geología
En épocas prehistóricas, un brazo del mar cubría las costas de este distrito: el mar Querandino, hace de 8000 a 5000 años a. C., se internaba en el actual Río Paraná, hasta la ciudad de Santa Fe.
Al retirarse el mar, dejó en seco grandes bancos de conchas marinas, conformando los yacimientos de conchillas, que a los costados de los caminos, hoy se ven a simple vista. Esa es la característica principal de su subsuelo.
La mayoría de los moluscos marinos poseen un esqueleto duro por lo que ese fósil se preserva muchos años. Los fósiles de caracoles más comunes son: Zidona, Mactra, Tagelus, Erodona, Diodora, Ostrea, entre otros.
De esas épocas del Holoceno (desde 9800 años a. C. hasta el presente) son los fósiles de megafauna que se hallaron en el subsuelo, como el Toxodon (con aspecto de un toro con joroba), gliptodonte (similar a una mulita o peludo gigante), Estegomastodon (es el antepasado del elefante), cuyos restos fósiles pueden verse en el Museo Histórico de Magdalena.

### Sismicidad
La región responde a las subfallas «del río Paraná», y «del río de la Plata», y a la falla de «Punta del Este», con sismicidad baja; y su última expresión se produjo el 5 de junio de 1888 (137 años), a las 3.20 UTC-3, con una magnitud aproximada de 5,0 en la escala de Richter (terremoto del Río de la Plata de 1888).
La Defensa Civil municipal debe advertir sobre escuchar y obedecer acerca de 
Área de
- Tormentas severas, poco periódicas, con Alerta Meteorológico
- Baja sismicidad, con silencio sísmico de 137 años

### Clima
Templado y húmedo. Lluvia anual: 1000 mm .
La toponimia lugareña del siglo XVII: "de la isla", "de las islas" o "de las islas de la Magdalena", denota la presencia de importantes sistemas de lagunas, y la ignorancia de los Ciclos Húmedos (1870 a 1920; 1970 a 2020) y Secos (1920 a 1970) que atraviesa la gran región.

## Relieve
Forma parte de la Pampa Húmeda por lo cual es bastante llano y bajo con un apenas perceptible declive hacia el estuario del Plata, en las costas del estuario se ubican barrancas de hasta 10 m y luego bajíos o playas anegadizas.

## Flora
La flora presenta los vestigios más meridionales de Selva Marginal (continuación de la selva Paranaense y de la selva tropical sudamericana), sin embargo dado el microclima de transición entre el subtropical y el templado la variedad vegetal es moderada: predominan los árboles talas y ceibos, también ombúes, etc. Tal vegetación arbórea ha hecho que las zonas rurales de gran parte de Magdalena hayan sido propuestas para la creación de un Parque nacional al cual se llamaría "Talares de Magdalena" desde mediados del siglo XX, pero el proyecto no se ha efectivizado, en su lugar existe parte de una reserva natural provincial: el Parque Costero del Sur, la zona de talares tiene su centro hacia los 35°06′00″S 57°25′00″O / -35.10000, -57.41667.
En el Partido de Magdalena se encuentra el límite sur de la Selva Marginal en galería en la costa del Río de la Plata. Entre la flora citada se encuentran especies cuyo límite sur de distribución están dentro del Partido, como la orquídea epifita Oncidium bifolium.

## Fauna
Hasta inicios del siglo XIX se podían encontrar carpinchos, pecaríes ("chanchos de monte"), lobos marinos y yacarés; hasta mediados de siglo XIX aún yaguares ("tigres") y pumas ("leones"); hasta fines de siglo XIX: venados de las pampas y corzuelas, algún ciervo de los pantanos; durante todo el siglo XX la fauna mayor autóctona ha sido exterminada, quedan algunos zorros y gatos montences; así como las seudonutrias llamadas también coipos, la avifauna es más rica: ñandúes (aunque esta corredora también ha sido muy depredada, y se encuentra más en cautiverio que en estado silvestre), loros barranqueros, horneros, teros, chajás, sietecolores, cotorras, benteveos, biguás, garzas, grullas, chingolos, tacuaritas, mataquitos, chimangos, caranchos, aguiluchos, calandrias, zorzales, mirlos, colibríes, cabecitas negras, en las lagunas y costas peces como el sábalo, la tararira, la mojarra, el bagre, matungo, pejerrey, guatuzo, armado, etc.

## Contaminación
El derrame de petróleo más grande de la historia en agua dulce fue causado por un buque tanque de Shell, en el Partido de Magdalena, el 15 de enero de 1999, contaminando no sólo el agua, sino la flora y la fauna. La empresa SHELL CAPSA derramó más de 5 400 000 litros de hidrocarburo en las aguas del Río de la Plata, cuando su buque Estrella Pampeana chocó con el Sea Paraná. Dos días después del impacto el petróleo llegó a las costas de Magdalena, cubriendo una extensión de 30 km de costa, (desde la localidad de Berisso a Punta Indio), el petróleo entró en la desembocadura de arroyos y humedales, hasta 2 km adentro. Los ecosistemas se vieron seriamente afectados y pobladores de la zona indican que también hubo contaminación de napas. 

En 2002 el municipio de Magdalena presentó una demanda por casi 35 millones de dólares, a la empresa Shell por daños ecológicos en las costas y aguas del distrito. A cambio del cierre de la causa y desconocer su responsabilidad, Shell ofreció casi 10 millones de dólares y ayuda al desarrollo de Magdalena, este convenio se llevó a un plebiscito impuesto por la empresa petrolera que se realizó el 24 de mayo de 2009, en el que votó el pueblo y se aprobó el convenio con Shell. Lo que luego trajo conflictos entre la empresa y el país.

## Administración Municipal
El poder ejecutivo está compuesto por un Intendente, elegido mediante el voto de los ciudadanos locales para ejercer el cargo durante cuatro años.

## Intendentes municipales desde 1983
| Intendente                | Mandato                                           | Partido Político |
| José Luis Nicora          | 10 de diciembre de 1983 - 10 de diciembre de 1987 | UCR              |
| Luis Alberto Colabianchi  | 10 de diciembre de 1987 - 10 de diciembre de 1991 | PJ               |
| Hilmar Walmar Wallace     | 10 de diciembre de 1991 - 10 de diciembre de 1995 | UCR              |
| Juan Oscar Sibetti        | 10 de diciembre de 1995 - 10 de diciembre de 1999 | UCR              |
| Juan Oscar Sibetti        | 10 de diciembre de 1999 - 10 de diciembre de 2003 | UCR              |
| Fernando Gabriel Carballo | 10 de diciembre de 2003 - 10 de diciembre de 2007 | PJ               |
| Fernando Gabriel Carballo | 10 de diciembre de 2007 - 10 de diciembre de 2011 | PJ               |
| Fernando Gabriel Carballo | 10 de diciembre de 2011 - 10 de diciembre de 2015 | PJ               |
| Gonzalo Martín Peluso     | 10 de diciembre de 2015 - 10 de diciembre de 2019 | JxC              |
| Gonzalo Martín Peluso     | 10 de diciembre de 2019 - 10 de diciembre de 2023 | JxC              |
| Lisandro Fabián Hourcade  | 10 de diciembre de 2023 - al presente             | JxC              |

## Población
Según los resultados definitivos del censo de 2022 la población del partido alcanza los 26.830 habitantes.
- Población 1991: 22 409 habitantes (Indec, 1991)
- Población 2001: 16 603 habitantes (Indec, 2001)
- Población 2010: 19 301 habitantes (Indec, 2010)
- Población 2022: 26 830 habitantes (Indec, 2022)

## Localidades
- Magdalena: es una ciudad colonial pampeana, con antiguos monumentos arquitectónicos y casonas centenarias. En el cercano Río de la Plata es posible practicar la pesca deportiva y observar la flora y la fauna autóctona de su relíctica selva marginal. Hay playas de arena. Cuenta con 9294 hab.

- General Mansilla (Est. Bartolomé Bavio): el pueblo de Bartolomé Bavio se caracteriza por su producción agrícola, sus tambos productores de quesos y la fábrica «Vacalin». Cuenta con 1684 hab.

- Atalaya: es una localidad turística que cuenta con 720 hab.

- Hipólito Vieytes: cuenta con 295 hab.

- Roberto J. Payró: cuenta con 70 hab.

- Los Naranjos: cuenta con 115 hab.

### Parajes
- El Pino
- Empalme Magdalena
- Julio Arditi
- San Martín

## Salud
En 1669 se prestó asistencia médica por primera vez en Quilmes. El sangrador Antonio Barbudo, durante 8 días atendió a numerosos enfermos, sobre todo indios. En una epidemia de viruela, en 1718, perdieron la vida la mayor parte del pueblo indio, entre ellos la cacica quilmes Isabel Pallamay, su esposo Martín Salchica, los tres hijos y el cacique acaliano Martín Acchoca. El año anterior había prestado atención médica en el poblado el profesional Francisco Corro.
Dándose la mano con las depredaciones de los indígenas, las pestes diezmaban la población, como la de 1778 que asoló varios partidos. Allá iban los Sangradores, con sus ungüentos, sangrías y lavativas. El cirujano Juan María Baeza y el sangrador Vicente Rebollat cumplieron su cometido “sin haberse desgraciado enfermo”.
A corta distancia del establecimiento de la familia Solari, el almacén se haya emplazado un mirador construido por Don León Espinel en 1850, soldado y curandero de Rosas.
El Dr. Antonio Mir nació en Cataluña el 17 de febrero de 1858 y cursó sus estudios secundarios y terciarios en Barcelona, se graduó de médico en 1881. Pocos años después llegó al país radicado en Córdoba. Más tarde se instaló en Atalaya. Cuando se produjo el ocaso de la industria saladeril, se trasladó a Magdalena. Se casó con Francisca Puchuri, del que nació una hija: Monserrat.
El 10 de agosto de 1902 fue designado Presidente del Consejo Escolar. Con el fin de conocer la matrícula del Partido hizo levantar un censo escolar. Durante su gestión se pasó de 11 a 19 escuelas. Dejó la función el 31 de diciembre de 1904. Falleció el 1.º de mayo de 1910.
El Dr. Ezequiel Ruiz nació en Leiva (España) el 10 de abril de 1884, el padre, Victoriano, era herrero. Llegó de España a los 6 años. Fundó la Unión Cívica Radical en Magdalena. Fue Comisionado Municipal. Falleció el 8 de abril de 1853. Tres años después se lo homenajeó en el cementerio local, con un monumento en nombre del pueblo y la Municipalidad.
El Dr. Enrique Edo, nació en Capital Federal en 1884, estudió medicina en la Universidad de Buenos Aires, se recibió en 1909. Designado Director del Hospital de Magdalena, cumplió su misión por más de veinte años. Ocupó la dirección de la Escuela Normal Popular, fue nombrado médico del municipio y de la policía. Su vocación profesional lo llevó a labores de investigación científica, dio a conocer diversos trabajos de clínica médica.
El Dr. Patricio Dudley Brenan llegó a Buenos Aires desde su Irlanda natal. Se recibió de médico en Buenos Aires. Fue por 7 años médico personal de Hipólito Yrigoyen cuando estaba en Buenos Aires. Llegó a Magdalena luego de separarse de su esposa con quien tuvo dos hijas, las que quedaron en esa ciudad. Fue un importante caudillo radical.
Según la tradición oral era médico de la campaña a la que llegaba con un sulky. Cuando estaba a la espera de un parto llevaba la guitarra y cantaba. Cuando falleció, el velatorio se realizó en el Salón del Concejo Deliberante. Su féretro fue trasladado a pie y cuando llegó al Cementerio todavía estaba saliendo gente del edificio municipal. Desde La Plata llegó un tren especial para el traslado de autoridades provinciales, incluso el gobernador. Había dejado un sobre en manos de su mejor amigo en el que le solicitaba ser enterrado en Magdalena, estuviera donde estuviese. La Municipalidad decretó siete días de duelo con bandera a media asta. Los periódicos locales salieron con una señal de luto. El monumento en el cementerio fue realizado con el aporte de todos los vecinos del pueblo. Una de sus hijas era Fanny Brenan de Gancedo, el hijo fue director del Museo del Cabildo de Buenos Aires. Falleció el 14 de junio de 1924 en la más profunda miseria.
El Dr. José Ramón de Isasi, nació en Capital Federal el 20 de agosto de 1906, estudió en la Universidad de Buenos Aires, recibido en 1934.

## Educación
En 2005 había 55 establecimientos educativos y 30 comedores.
- matrícula: 6366
- docentes: 663
- Fondo de mantenimiento: $ 192 821

### Escuelas
- Escuela N.º 1, Presbítero Manuel Alberti: inaugurada el 6 de diciembre de 1908. Donde funcionaba el Jardín de Infantes 901, era la casa del casero. La última remodelación fue en 2004, donde se construyeron nuevas aulas sobre las ya existentes en el sector central que divide los patios. También se modificó el antiguo mástil de forma hexagonal.

- Escuela N.º 5, Confederación Suiza: según el folleto en ocasión del centenario, la escuela nació en 1878, fue el primer maestro Carlos Gatti, se quedó oficializada por el director general de Escuelas Domingo F. Sarmiento y designado como preceptor Carlos Bouliers.

En 1878, debido al progreso de Atalaya se decidió fundar una escuela. Se encontraba en el campo de Cajaraville; debía trasladarse a Bavio pero después quedó en la zona de Empalme.
- Escuela N.º 11, Coronel de Marina Leonardo Rosales: comenzó a funcionar el 20 de agosto de 1889 en una finca de Zoilo Piñeiro, en el paraje Estancia Loma Pelada, cuartel 3 de este partido, a 72 km de Magdalena. La casa-escuela contaba con un salón que se destinaba para el dictado de clases de 27,5 m².

Comenzó a funcionar el 1 de junio de 1927 en una casa de madera y cinc, propiedad de Mateo Balo, a 3 cuadras de la estación Vieytes, con buen estado de conservación.
En 1997 comenzó a funcionar en la escuela el tercer ciclo, a ciclo cerrado se cursaría 8.º y al año siguiente 9.º año.
Así los alumnos de noveno año en el ciclo lectivo 1998 comenzarían una articulación con la Escuela 1 para lo que debían viajar en un transporte de Dirección General de Cultura y Educación.
Luego de gestiones de la comunidad, en 2001 se implementó en forma definitiva el tercer ciclo de la E.G.B. Concurren 68 alumnos de primero a noveno año.

## Economía
La mayor cantidad de fábricas se ubica en Empalme, se destacan:
- COPROSAL: Consorcio Productivo del Salado (Argentina)
- Nestlé (Argentina)

### Coparticipación provincial
- 2005: $ 5.460.730

La economía de Magdalena se basa en la producción agropecuaria. Posee curtiembre, planta de productos alimenticios de Nestlé y una planta de Tormecan. Mucha parte de su población trabaja en forma directa o indirecta en los tres establecimientos penitenciarios.

## Radios
Emisoras de frecuencia modulada que emiten en el Partido de Magdalena:
88.5 FM Radioactiva Magdalena
88.7 FM Contemporánea
88.9 FM Atalaya
91.5 FM Radio M
92.9 FM La Radio de Magdalena
94.1 FM Magdalena
94.9 FM RC La Voz
98.5 FM Victoria
100.9 FM Frecuencia Magdalena
102.9 FM Radio Escolar Vieytes
107.1 FM Radio Escolar Atalaya
105.7  FM RADIO SOL

## Cultura
Es uno de los pocos municipios bonaerenses que conserva costumbres tradicionalistas.

### El Teatro Español
Inaugurado el 22 de julio de 1899 (126 años). Es la casa de la Sociedad Española de Socorros Mutuos. Su primer Presidente fue Pedro Goenaga y en el momento de la construcción del edificio e inauguración la institución fue presidida por Carmelo Egues. La piedra fundamental colocada el 1 de enero de 1896, constaba de una caja de hierro que contenía el acta firmada por los padrinos, por la comisión y los socios presentes, más un ejemplar del correo español, un periódico local, monedas, medallas, un reglamento y una memoria de la sociedad.

### Coro de Magdalena
Mapa Satélite Híbrido 35º 4' 47.78" S 57º 31' 3.35"
Es creado en 1991 y dirigido hasta 1998 por el Maestro Jorge Cabral.
Su actividad centrada en la difusión Cultural a través del canto coral es también social y solidaria pues participa, organiza y promueve realizaciones artísticas que contribuyen al mejoramiento de la calidad de vida de personas, asociaciones y entidades de bien público del Partido de Magdalena. 
Desde su debut hasta 1994 su repertorio se orienta hacia la comedia musical Zarzuela y Opera, llegando así a escenificar en versiones libres: Cats, El fantasma de la opera, Drácula, My Fair Lady, Cabaret, como así también escenas de la Gran Vía, Luisa Fernanda, Elixir D’amore y La Traviata.
En 1995 su repertorio se orienta hacia la música argentina, latinoamericana, y clásicos del repertorio Universal, destacan obras como: Indianas N° 1 y 2 de Guastavino, Gloria de Vivaldi, Misa Criolla y Navidad Nuestra de Ariel Ramírez, con la intervención de destacados solistas de La Plata y Magdalena. Realiza presentaciones en todo Magdalena, Punta Indio, La Plata (Café de los Poetas, Pasaje Dardo Rocha, Salón Dorado de La Municipalidad de La Plata).
Durante 1996 participa en los Encuentros Corales de Gral. Madariaga, Brandsen, San Clemente del Tuyú, y Moquegua (Partido de Chivilcoy).
En 1997 Magdalena fue sede de los Encuentros Corales Bonaerenses en el Teatro Español y participa en un encuentro coral en la localidad de Zárate entre otros.
En 1998, por razones laborales dejó la dirección el maestro Cabral asume dicha responsabilidad el maestro Nicolás Delnero durante julio con motivo del 100º aniversario del Teatro Español con un repertorio renovado y orientado también hacia la música popular argentina.
Entre los años 2000 y fines del 2001 el Coro participa en los Encuentros Corales Bonaerenses como en la final de estos en San Clemente del Tuyú y realiza presentaciones en Magdalena.
Durante 2002, Magdalena vuelve a ser Sede de los Encuentros Corales Bonaerenses en adhesión a los festejos patronales. En octubre participa en un Encuentro Coral organizado por el Sindicato de Luz y Fuerza de Capital Federal, participa en el Encuentro Coral Bonaerense de Gral. Pirán (partido de Mar Chiquita) cerrando su año coral con un Concierto de Navidad en la Iglesia Santa María Magdalena.
El 2003 comienza actuando en la Ciudad de Chascomús para la apertura del año Cultural por la Cuenca del Salado, en el Teatro Municipal de Chascomús. 
El 24 de mayo participa en el Encuentro Coral Bonaerense de la ciudad de Salto (Buenos Aires), para el 27 de junio recibe la invitación para participar en el encuentro coral en adhesión a los festejos patronales de Pila. 
El 22 de julio en adhesión a los festejos patronales de la ciudad ofrece un concierto en la Iglesia Santa María Magdalena.
En 9 de noviembre, se presenta en una nueva edición de la Expo-Magdalena. El 15, en el II festival de los pagos de Magdalena; el 22, en la ciudad de San Clemente del Tuyú en el cierre anual de los Encuentros Corales Bonaerenses y cerró el 23 de noviembre en el Festejo de los 100 años de la Sociedad Italiana.
El 20 de diciembre, cerró el año Coral, con un concierto en el Cine Español.
Durante 2004 se incorporan coreutas a las cuerdas. En mayo, colabora en el Teatro para festejar, junto a la Banda Río Encuentro del Regimiento de Caballería de Tanques 8 y el grupo de danzas Atal-dance, los 50 años del Rotary Club.
En julio, en el Teatro, para un encuentro de tango en adhesión a los festejos patronales donde cantó Jorge Sobral, en agosto se presenta en San Miguel del Monte en los Encuentro Corales Bonaerenses representando a la Cuenca del Salado.
En 28 de mayo de 2005, actúa junto a la Banda Río Encuentro del RC TAN 8 y Ballets Folclóricos de Magdalena en un espectáculo musical donde a través del canto, la música y el baile se conmemoró el Día del Ejército Argentino.
El 30 de julio, en conjunto con la dirección de Cultura, organiza una velada coral junto al Coro mixto Amigos de la música de Zárate en honor a Santa María Magdalena.
El 8 de octubre se presenta en la localidad de Verónica para la EXPO 2005 inaugurando allí el espacio destinado a los números artísticos.
Durante 2006 y 2007, el Coro ensaya la grabación de su primer CD y prepara su repertorio para los distintos encuentros a los que fue invitado.
El cierre de 2007 se realizó en la sede de la Sociedad Italiana de Magdalena en donde puso en escena un sainete. Interpretaron canciones populares (tango, milongas, candombe, entre otros).

## Accesos
- Por RP 11: Buenos Aires - 120 km | La Plata - 48 km
- Por RP 20: La Plata - 60 km              * RP 36 La Plata por Vieytes